# Bulbostylis pilosa
Bulbostylis pilosa là một loài thực vật có hoa trong họ Cói. Loài này được (Willd.) Cherm. mô tả khoa học đầu tiên năm 1934.